# Suillus variegatus
Suillus variegatus (Sw.) Richon & Roze, 1888, comunemente chiamato Pinarolo insieme ad altre specie congeneri, è un fungo edule di qualità scadente che appartiene alla famiglia delle Suillaceae.

## Descrizione della specie
Cappello
Tozzo, piuttosto carnoso, fino a 16/18 cm di lunghezza, giallo-brunastro oppure ocra, con cuticola asportabile.
Pori
Piccoli, circolari, color giallo-sporco, poi marroncino per via della sporata. Virano al celeste al tocco.
Tubuli
Tubuli giallastri, virano rapidamente al celeste al taglio.
Gambo
Cilindrico, sodo, a volte anche obeso; concolore al cappello oppure grigiastro.
Carne
Tenera, colore giallo-sporco oppure leggermente ocraceo. Può scurire velocemente al taglio e tendere al verde scuro/grigio. Questo non avviene su tutti i corpi fruttiferi di Pinarolo. Alcuni rimangono gialli al taglio e non cambiano mai colore.
- Odore: abbastanza sgradevole (questo é personale), come di Cloro o di ferro arrugginito.
- Sapore: mite.

Spore
7,5-12 x 3-5 µm, ellissoidali, fusiformi, lisce, marroni in massa.

## Habitat
Cresce dall'inizio dell'estate all'autunno, nei boschi di conifere.

## Commestibilità
A causa del suo odore sgradevole, è vivamente sconsigliato. Si consiglia di rimuovere la cuticola dal cappello, poiché spesso risulta indigesta o può avere effetti lassativi (non è tossica).

## Etimologia
Dal latino variegatus = variegato, per via dei molteplici colori che può assumere.

## Specie simili
- Suillus viscidus, che odora anch'esso di cloro.